# Land of Illusion starring Mickey Mouse
 (octobre 2019).
Si vous disposez d'ouvrages ou d'articles de référence ou si vous connaissez des sites web de qualité traitant du thème abordé ici, merci de compléter l'article en donnant les références utiles à sa vérifiabilité et en les liant à la section « Notes et références ».
Land of Illusion starring Mickey Mouse est un jeu vidéo de plates-formes sorti en 1992 sur Master System et en 1993 sur Game Gear. C'est la suite du jeu Castle of Illusion Starring Mickey Mouse pour les consoles 8 bits de la firme Sega.

## Histoire
Au début du jeu, une courte cinématique montre Mickey s'endormant sur un livre de contes de fées. Il se réveille avec étonnement dans un village sombre et triste. Une villageoise ressemblant à Daisy Duck vient alors lui demander de l'aide : le cristal magique qui apportait la joie dans le village a été volé par un méchant fantôme. Mickey décide de partir à la recherche du fantôme et de rapporter le cristal au village.